# 大阪赤十字看護専門学校
大阪赤十字看護専門学校（おおさかせきじゅうじかんごせんもんがっこう）は、大阪市天王寺区にあった専修学校。
日本赤十字社が運営する看護専門学校で、大阪赤十字病院に併設されていた。

## 沿革
1909年5月8日の大阪赤十字病院の設立と同時に、同病院に併設する形で3年制の救護看護婦養成所を設置したことが、学校の始まりとなっている。
太平洋戦争の終戦直後、病院や付属施設は連合軍に接収された。これに伴い学校は高槻市阿武野・大阪赤十字病院阿武野分院（現在の高槻赤十字病院）および大阪市住吉区津守町（現・住之江区東加賀屋）・大阪市立桃山病院津守分院（のち大阪市立住吉市民病院）の2ヶ所に分散し、教育活動を継続した。接収解除に伴い元の場所に校舎を復帰している。
かつては全寮制を採用していたが、1994年に廃止している。

### 年表
- 1909年5月8日 - 日本赤十字社大阪支部病院救護看護婦養成所として設立。
- 1946年 - 大阪赤十字病院救護看護婦養成所と改称。
- 1947年 - 大阪赤十字甲種看護婦養成所と改称。
- 1949年 - 大阪赤十字看護学院と改称。
- 1950年 - 大阪高等看護学院と改称。
- 1974年4月 - 校舎新築。
- 1976年 - 学校教育法改正により専修学校となる。大阪赤十字看護専門学校に改称。
- 1994年 - 全寮制を廃止。
- 2005年 - 寄宿舎を廃止。
- 2021年 - 学生の募集を停止する予定[1]。
- 2023年3月31日 - 閉校。

## 学生の募集停止
2019年3月1日、大阪赤十字看護専門学校は、2020年度の学生募集をもって翌年度以降の学生募集を停止すると発表した。
国の方針として、看護基礎教育は大学化が望ましいというのを受けたもの。しかしながら、近畿圏内に赤十字の大学はないことから将来的な設置を含めて検討したが、現況に於いて費用・人材等の面においてその実現が極めて困難、とも併せて発表された。

## 交通
- 近鉄大阪線・奈良線 大阪上本町駅 東へ約700m。
- 大阪環状線、近鉄大阪線・奈良線、千日前線 鶴橋駅 西へ約500m。